# Sigem
Pour l’article homonyme, voir Séminaire interarmées des grandes écoles militaires.
Le SIGEM (pour Système d'intégration aux grandes écoles de management) est une procédure automatisée de sélection de vœux et d'admission au sein des grandes écoles de commerce à l'issue des concours des classes préparatoires économiques et commerciales. Il a été créé[Par qui ?] en 2001. 

## Fonctionnement
Les étudiants en classes préparatoires classent leurs vœux d'écoles de commerce en ordre décroissant. Le SIGEM utilise les résultats de chacun aux concours pour classer les écoles entre elles à l'issue des choix des étudiants.
La procédure du SIGEM ne concerne que les étudiants admis par le concours d'entrée après classes préparatoires. Il a attribué 7 775 affectations en 2020, au sein de 32 écoles membres.

## Classement
| Classement SIGEM 2022 (Top 5) |   |
| HEC                           | 1 |
| ESSEC                         | 2 |
| ESCP                          | 3 |
| EDHEC                         | 4 |
| EM Lyon                       | 5 |

Un classement des écoles est publié chaque année en fonction des désistements des étudiants. Ces désistements croisés permettent de déterminer les préférences des doubles-admis à deux écoles considérées, et donc de voir laquelle est la plus attractive au détriment de l’autre. Ce classement reflète donc les écoles préférées des préparationnaires. 
Depuis sa création, ce classement a fait preuve d'une certaine stabilité. Les cinq premières sont toujours les trois parisiennes (HEC Paris, ESSEC, ESCP), la lyonnaise (EMLyon) et la lilloise (l'EDHEC). 
En 2020, pour la première fois depuis sa création, les données des désistements des étudiants n'ont pas été publiées par le SIGEM, empêchant la création d'un classement. Les écoles ont estimé que la situation liée à la crise sanitaire en France était trop particulière pour qu'une hiérarchie des écoles ait un sens (concours écrits repoussés, suppression des oraux). Plusieurs journaux recréent le classement en reprenant les données rendues disponibles par les écoles.
Le SIGEM 2021 publie à nouveau les données officielles de classement, confirmant un bouleversement inédit dans le classement du Top 5: l'EDHEC obtient la 4e place devant Em Lyon, 79% des étudiants reçus aux deux écoles ayant préféré opter pour l'EDHEC,. Ce classement est confirmé en 2022.

## Sources
1. 1 2  « Le tableau des résultats SIGEM 2020 », sur Major-Prépa, 12 août 2020 (consulté le 15 décembre 2020).
2. 1 2  « < Classement SIGEM 2022 », sur L'Étudiant (consulté le 23 août 2022)
3. ↑  « SIGEM Archives - prepa-HEC.org », sur prepa-HEC.org (consulté le 28 août 2020).
4. 1 2  « SIGEM 2020 : le classement Bearny de recoupement SIGEM », sur Major-Prépa, 12 août 2020 (consulté le 27 janvier 2021)
5. ↑  « L'Etudiant. Classement SIGEM 2021 : les écoles de commerce toujours plébiscitées par les élèves de prépa », sur L'Etudiant, 23 juillet 2021 (consulté le 8 août 2021)
6. ↑  « Major-Prépa. Classement SIGEM 2021 : toutes les évolutions école par école! », sur Major-Prépa, 30 juillet 2021 (consulté le 10 août 2021).